# 第二涅杰夫
第二涅杰夫（波蘭語：Niedrzew Drugi，波蘭語發音：[ˈɲɛdʐɛf ˈdruɡi]）是波兰羅茲省庫特諾縣斯切尔采乡的一个村庄，地處波蘭的中心。距離斯切尔采北部大約5千米（大約3英里），距離庫特諾市北部12千米（7英里），距離羅茲首府北部62千米（39英里）。